# Initial Artist Services
Initial Artist Services est un label discographique créé en octobre 2016 par la maison de disque Universal Music France.

## Historique
Initial Artist Services est lancé par la major du disque Universal Music France en octobre 2016. Le label est conçu comme un incubateur pour le développement de jeunes artistes,.

## Artistes
- Angèle
- Clara Luciani
- Columbine
- Lujipeka
- Eddy de Pretto
- Lorenzo
- Aloïse Sauvage
- Hervé

## Discographie
- Enfants terribles (2017) de Columbine
- Cure (2018) d'Eddy de Pretto
- Rien à branler (2018) de Lorenzo
- Sainte-Victoire (2018) de Clara Luciani
- Adieu bientôt (2018) de Columbine
- Brol (2018) d'Angèle
- Jimy (EP) (2019) de Aloïse Sauvage
- Mélancolie F.C. (EP) (2019) de Hervé
- L.U.J.I. (EP) (2020) de Lujipeka
- P.E.K.A. (EP) (2020) de Lujipeka
- Hyper (2020) de Hervé